# Óscar González Marcos
Óscar González Marcos (Salamanca, 12 de Novembro de 1982) é um futebolista profissional espanhol, meio-campista, defende o Real Valladolid.